# Thomas Kuchel
Thomas Henry Kuchel, född 15 augusti 1910 i Anaheim, Kalifornien, död 21 november 1994 i Beverly Hills, Kalifornien, var en amerikansk republikansk politiker. Han representerade delstaten Kalifornien i USA:s senat 1953-1969. Han var republikansk whip i senaten 1959-1969.
Kuchel studerade vid University of Southern California. Han avlade 1932 grundexamen och 1935 juristexamen. Han inledde sedan sin karriär som advokat i Anaheim. Han var ledamot av California State Assembly, underhuset i Kaliforniens lagstiftande församling, 1936-1939. Han var sedan ledamot av delstatens senat 1940-1945.
Senator Richard Nixon avgick 1953 för att tillträda som USA:s vicepresident. Kuchel utnämndes till senaten fram till fyllnadsvalet följande år. Han vann fyllnadsvalet och omvaldes sedan 1956 och 1962. Kuchel besegrades i republikanernas primärval inför senatsvalet 1968 av Max Rafferty som sedan förlorade själva senatsvalet mot demokraten Alan Cranston.
Kuchel är begravd på Anaheim Cemetery i Anaheim.